# LIFE
LIFE - instrument finansowy Unii Europejskiej na rzecz ochrony środowiska i klimatu, funkcjonujący od 1992 r. Program jest zarządzany przez Komisję Europejską  (DG ds. Środowiska i DG ds. Działań w dziedzinie Klimatu) za pośrednictwem Europejskiej Agencji Wykonawczej ds. Klimatu, Infrastruktury i Środowiska (CINEA).  
W perspektywie finansowej 2021-2027 program dysponuje budżetem ponad 5,4 mld EUR na rzecz projektów realizowanych w 4 podprogramach:
- Przyroda i różnorodność biologiczna (NAT)
- Łagodzenie zmiany klimatu i adaptacja (CLIMA)
- Gospodarka o obiegu zamkniętym i jakość życia (ENV)
- Przejście na czystą energię (CET)

Celem Programu LIFE jest:
- Opracowywanie, demonstrowanie i promowanie innowacyjnych technik, metod i strategii.
- Zwiększanie bazy wiedzy i stosowanie dobrych praktyk.
- Wspieranie rozwoju, wdrażania, monitorowania i egzekwowania ustawodawstwa UE i polityki.
- Pełnienie roli katalizatora we wprowadzaniu na wielką skalę skutecznych rozwiązań technicznych i związanych z polityką UE.

Projekty LIFE:
- Chronią europejską przyrodę powstrzymując i odwracając spadek różnorodności biologicznej.
- Przyspieszają przejście na czystą energię poprzez większe wykorzystanie rozwiązań w zakresie efektywności energetycznej i energii odnawialnej.
- Ograniczają emisje gazów cieplarnianych, zwiększają odporność na zmianę klimatu i zwiększają świadomość w zakresie łagodzenia zmiany klimatu.
- Wzmacniają gospodarkę o obiegu zamkniętym dzięki nowym technologiom i rozwiązaniom.
- Chronią, przywracają i ulepszają środowisko, a co za tym idzie jakość życia ludzi.